# 구례 연곡사 삼층석탑
구례 연곡사 삼층석탑(求禮 鷰谷寺 三層石塔)은 전라남도 구례군, 연곡사 사찰에 있는 통일신라의 삼층석탑이다. 1963년 1월 21일 대한민국의 보물 제151호로 지정되었다.

## 특징
연곡사의 법당 남쪽에 서 있는 석탑으로, 3단의 기단(基壇) 위로 3층의 탑신(塔身)을 올린 모습이다.
기단의 각 층에는 4면의 모서리와 가운데에 기둥 모양을 본떠 새겨 두었다. 탑신은 몸돌과 지붕돌이 각각 하나의 돌로 되어 있으며, 각 층의 몸돌에도 모서리마다 기둥 모양을 본떠 새겼다. 지붕돌은 밑면의 받침이 각 층마다 4단이고 처마 밑은 수평이다. 또한 윗면에는 경쾌한 곡선이 흐르고, 네 귀퉁이에서의 치켜올림도 우아하다. 
맨 윗기단이 매우 넓어졌으며, 이에 반하여 탑신부는 줄어든 느낌이 있지만, 맨 아래 기단부터 꼭대기에 이르기까지 체감비율도 온화하며 안정감이 느껴지는 아름다운 탑이다. 탑에 사용된 돌의 구성양식 등으로 미루어보아 건립연대는 통일신라 후기로 짐작된다.
석탑의 3층 지붕돌은 밑으로 떨어져 있었는데 1967년 해체하여 수리할 때에 복원되었다. 이 때 윗층 기단 안에서 동조여래입상 1구가 발견되었다.

## 같이 보기
- 연곡사

## 참고 문헌
- 구례 연곡사 삼층석탑 - 국가유산청 국가유산포털